# آریل کونیگ
آریل کونیگ (به فرانسوی: Ariel Kenig) نویسنده، نمایش‌نامه نویس و فیلم‌نامه‌نویس قرن بیستم میلادی اهل فرانسه است.

## آثار
- کمپ کردن در آتلانتیک (۲۰۰۵)
- توقف (۲۰۰۶)